# Lago di Lentini
Il lago di Lentini o biviere di Lentini (bliveri ri Lintini in siciliano) è un lago della Sicilia.
Si trova in provincia di Siracusa ai margini della provincia di Catania, e si estende nel territorio del comune di Lentini.
Il bacino idrografico occupa una superficie costituita da una depressione naturale posta tra le ultime propaggini settentrionali dei Monti Iblei e la piana di Catania.

## Storia

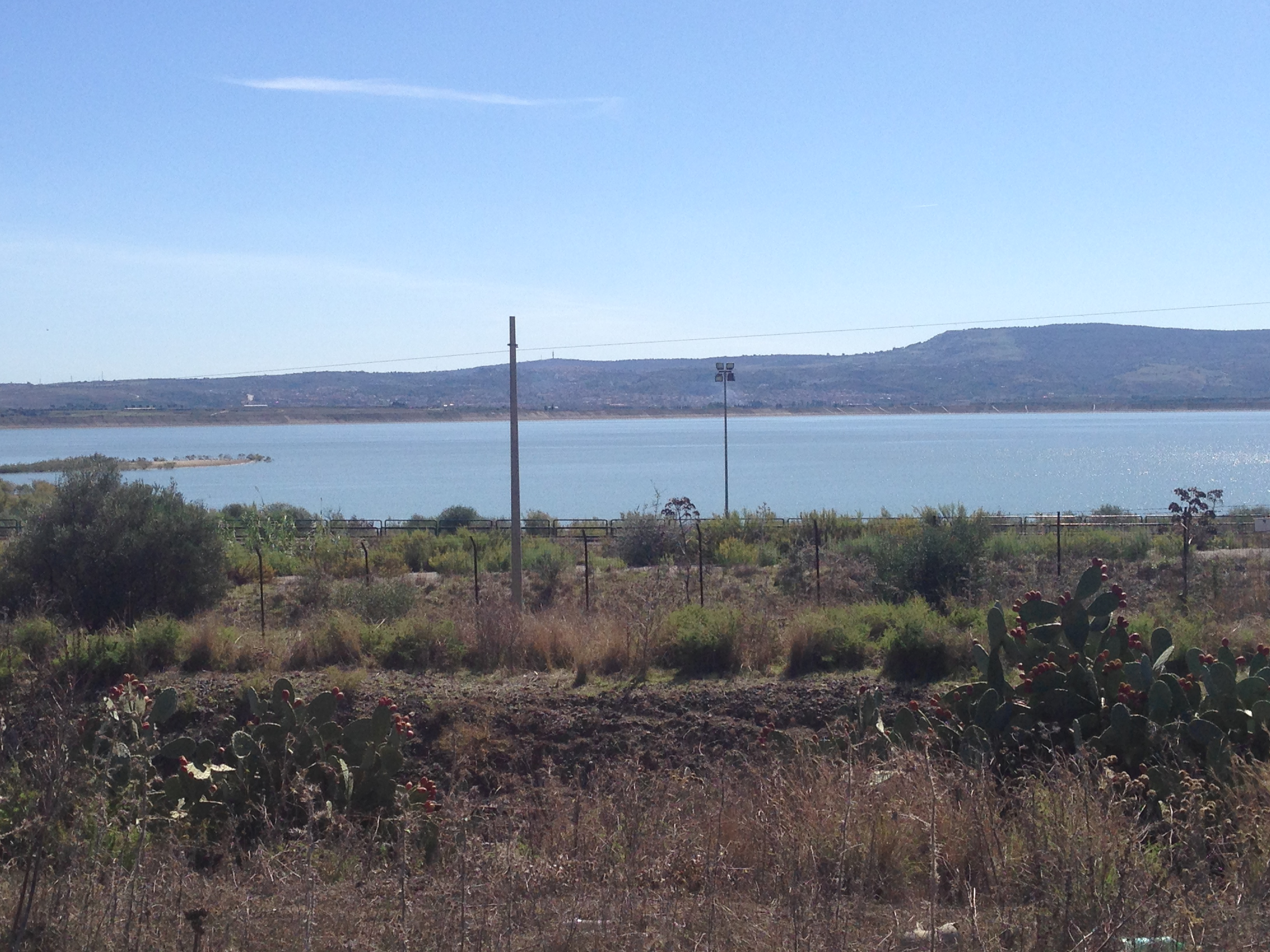
Il biviere

Alcuni ne attribuiscono l'origine ai Templari, che lo avrebbero realizzato tra la fine del XII secolo e l'inizio del XIII; essi avrebbero sbarrato l'alveo del fiume Trigona-Galici, qualche centinaio di metri prima della confluenza nel fiume San Leonardo, con lo scopo di creare una riserva di caccia e di pesca. La leggenda narra invece che Ercole, recando in dono a Cerere la pelle del leone di Nemea, si fosse innamorato dei luoghi facendo nascere un lago che da lui avrebbe preso il nome.
Il lago fu apprezzato e descritto già nell'Ottocento da viaggiatori stranieri, come Charles Didière, che, nell'agosto del 1829, chiamò il Biviere terza meraviglia della Sicilia. Il lago era però anche portatore di febbre e di morte: non appena arrivava il caldo, infatti, la malaria (descritta anche da Giovanni Verga) si diffondeva nel territorio circostante. Per questo motivo, vi furono già a partire dalla fine del XIX secolo, progetti di bonifica; intorno agli anni trenta il lago venne prosciugato. I lavori di bonifica durarono circa trenta anni. Scomparve così il lago di Lentini e con esso anche la flora e la fauna che in esso proliferava.
Alla fine degli anni settanta, si pensò alla ricostruzione del lago come serbatoio di acqua per uso agricolo e industriale. Fu con i finanziamenti della Cassa del Mezzogiorno che venne realizzato un invaso più piccolo ma più profondo con una capacità di 127 milioni di metri cubi utili d'acqua. Dopo lungo tempo e molte polemiche, il bacino si è riempito trasformandosi nuovamente in un'importante oasi naturalistica e in habitat per la sosta di uccelli migratori e per la nidificazione di molte altre specie. Infatti, secondo alcuni censimenti della LIPU, sono state contate 25000 presenze di volatili, appartenenti a 150 specie diverse, 15 delle quali vi nidificano.

## Come raggiungerlo
Dalla stazione ferroviaria di Lentini, girare a destra e seguire l'indicazione S.P.67 per Valsavoia.
Il lago è visibile dal treno percorrendo la ferrovia Catania-Siracusa tra le stazioni di Lentini Diramazione e Lentini e percorrendo la Catania-Gela tra le stazioni di Lentini Diramazione e di Palagonia.

## Galleria d'immagini

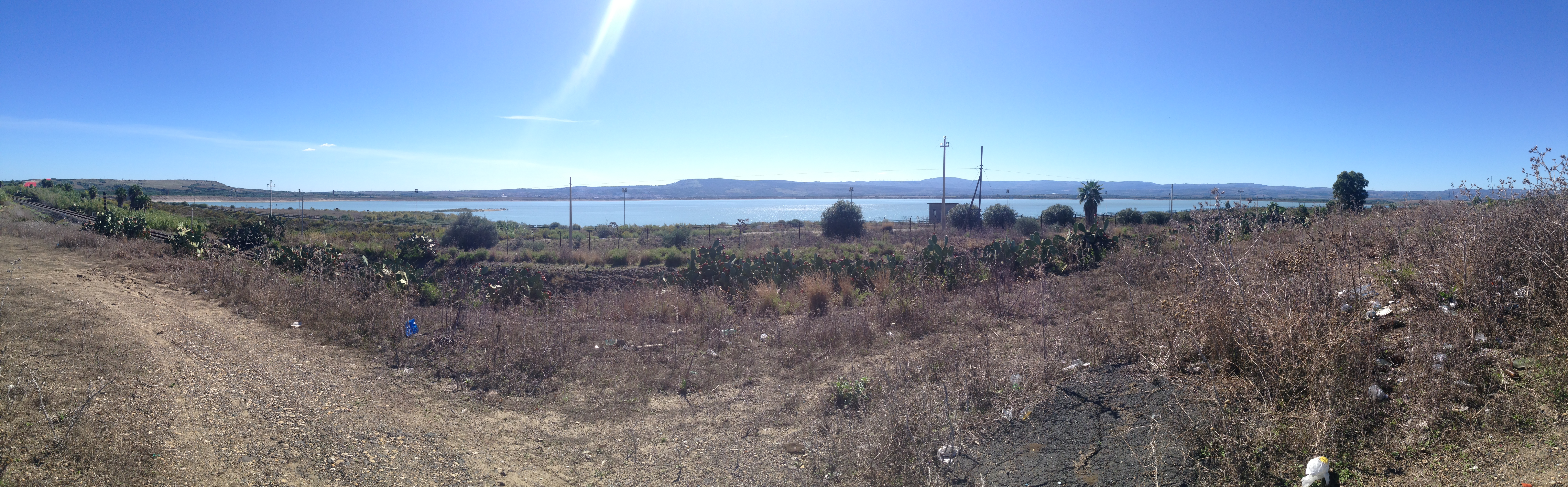
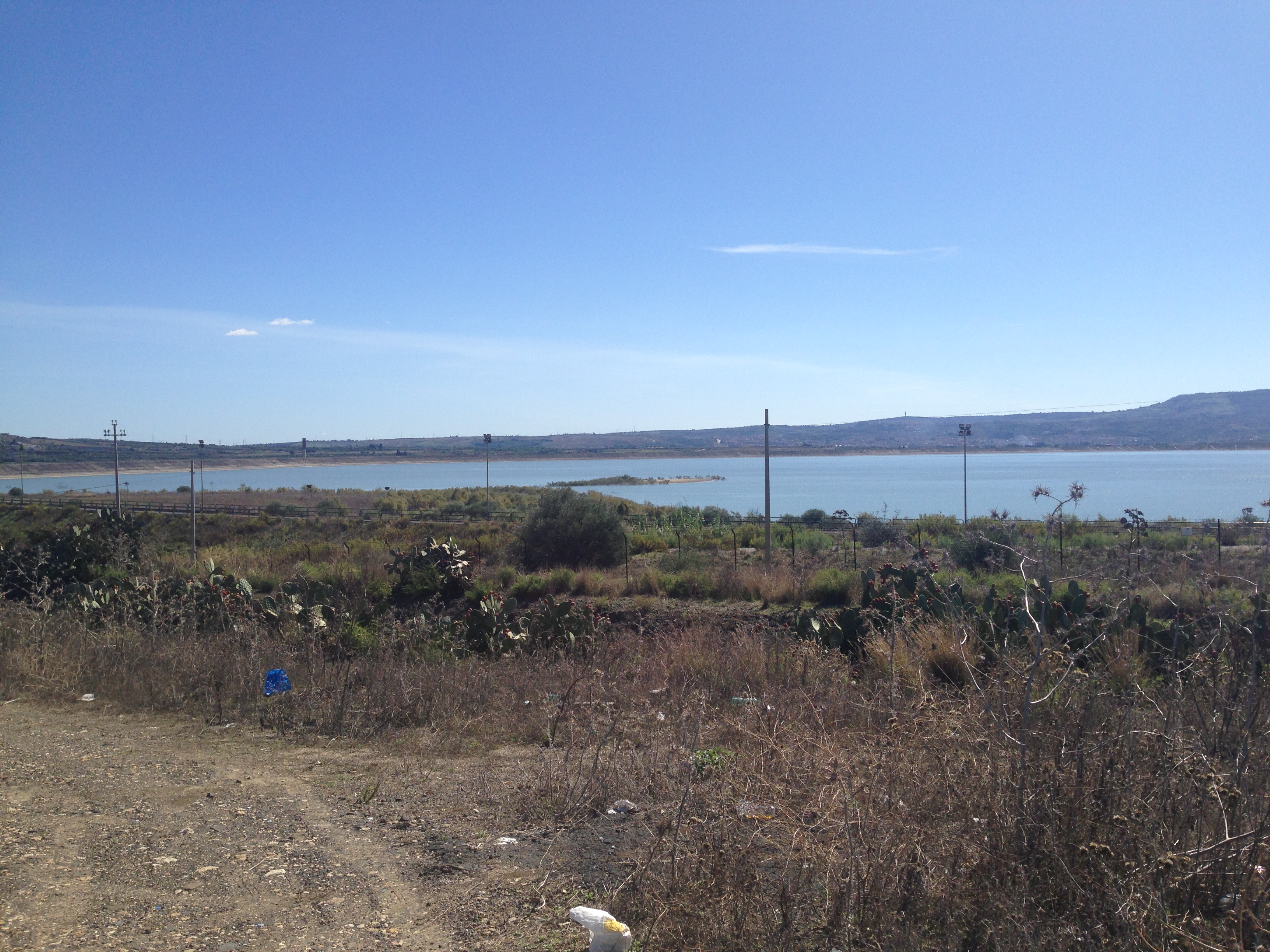